# Gallery Mau Mau
Die Gallery Mau Mau war eine Kunsthalle der Gegenkultur im südafrikanischen Kapstadt, die von 1996 bis 1998 existierte. Der Name geht auf den Mau-Mau-Krieg der 1950er Jahre in Kenia zurück.
Der nur kurzlebige Experimentierraum ermöglichte einen kostengünstiger Zugang zu Werken von Künstlern aller Bevölkerungsgruppen. Er brach dadurch Grenzen auf und definierte den Zeitraum, in welchem die sichtbare  Kunstkultur in der Stadt große Fortschritte machte. Die Kunsthalle wurde vom Kunstschaffenden David Robert Lewis, Multimediakünstler Adam Lieber, dem Musiker und DJ Nick Birkby und dem bildenden Künstler Chris Slack geführt.
Die Kunsthalle ist für den Erfolg einiger der bekanntesten jungen südafrikanischen Künstlern verantwortlich. Dazu gehören Mustafa Maluka, der hier seinen ersten Alleinauftritt hatte, und Donovan Ward und Julia Clark.